# Microcharon profundalis
Microcharon profundalis är en kräftdjursart som beskrevs av Stanko Karaman 1940. Microcharon profundalis ingår i släktet Microcharon och familjen Microparasellidae.

## Underarter
Arten delas in i följande underarter:
- M. p. kosovensis
- M. p. beranensis
- M. p. kumanovensis
- M. p. profundalis